# Madeleine Renaud

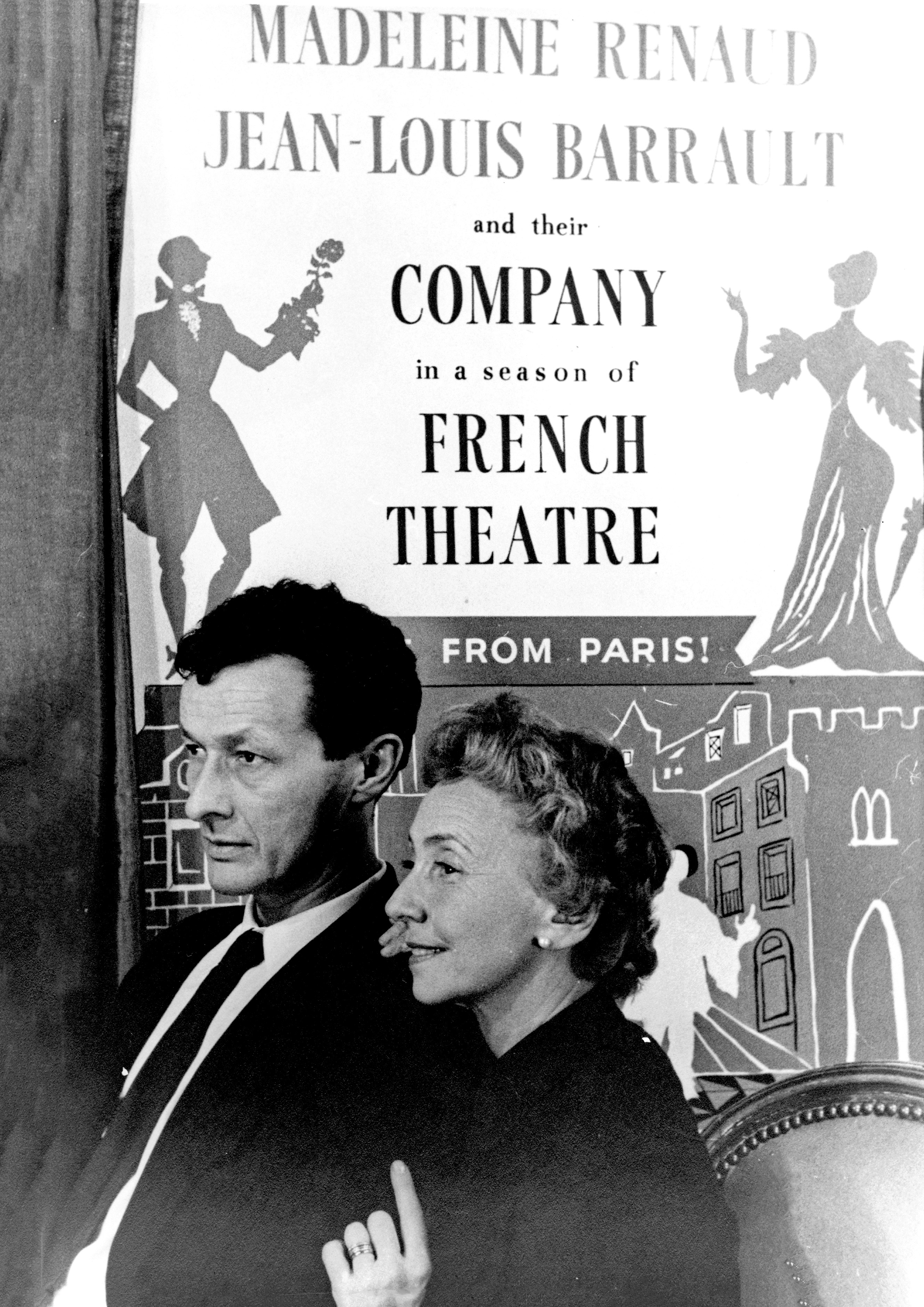
con Barrault

Madeleine Renaud (París, 21 de febrero de 1900 - Neuilly-sur-Seine, 23 de septiembre de 1994) fue una célebre actriz de teatro francesa de gran éxito en obras clásicas como modernas. Su repertorio abarcó de Racine a Jean Giraudoux. Integró junto a su tercer marido, Jean Louis Barrault, un dúo único en la historia teatral del siglo XX.

## Trayectoria
Considerada la última de las representantes de la escuela teatral clásica francesa, en la línea de Sarah Bernhardt a quien sucedió. Contemporánea de Arletty, Edwige Feuillere, Suzanne Flon y la francoespañola María Casares, precedió a Michèle Morgan, Simone Signoret y Jeanne Moreau.
Formó parte de la Comedie Francaise desde 1921 hasta 1946, cuando formó la Compañía Renaud-Barrault, un equipo teatral de fama inigualada hasta la muerte del actor, que interpretaron Shakespeare, Corneille, Racine, Kafka, Paul Claudel, Antonin Artaud, Albert Camus (L'État de siège, 1948), Brecht, Offenbach, Marguerite Duras y piezas que Samuel Beckett y Eugène Ionesco les escribieron.
En 1940 Renaud se casó con el actor y director Jean-Louis Barrault (1910-1994), la pareja integró uno de los más famosos dúos teatrales del mundo, fundaron varias compañías, en el Teatro Marigny, Théâtre d'Orsay y el Théâtre des Nations e hicieron giras por América del Norte y América del Sur, recordándose sus tres visitas a Buenos Aires en 1950, 1954 y 1961.
Se recuerda su actuación en cine como la priora en Diálogos de carmelitas de 1960 junto a Jeanne Moreau y Alida Valli.
Su hijo Jean-Pierre Granval (1923-1998), fue producto de su primer matrimonio con el primer actor de la Comedia Francesa Charles Granval (Charles Griboudal). Se casó en segundas nupcias con Pierre Bertin y luego con J.L.Barrault.
Recibió la Medalla de París y la condecoración de la Legión de Honor como Commandeur y Grand Officer of the Order of Arts et Letters.
Actuó a menudo con su hijo y su sobrina Marie Christine Barrault.

## Premios
- 1934: Grand prix du cinéma français
- 1964 : Prix du Syndicat de la critique
- 1972 : Grand Prix national du théâtre